# Derek Rabelo
Derek Rabelo (* 25. Mai 1992 in Guarapari, Brasilien) ist ein brasilianischer Surfer.

## Leben
Rabelo wurde am 25. Mai 1992 als Sohn eines Surfshop-Besitzers geboren. Er litt an einem kongenitalen Glaukom und war von Geburt an blind. Trotz zahlreicher Operationen in seiner Kindheit besserte sich seine Sehkraft nicht. Sein Vater hatte seinen Vornamen nach dem hawaiianischen Profisurfer und Surfweltmeister Derek Ho gewählt, weil er hoffte, sein Sohn könnte auch eines Tages ein Profisurfer werden. Mit 17 Jahren begann Rabelo zunächst bei seinem Vater, später in der Surfschule eines Freundes mit seinen ersten Schritten auf dem Surfboard. Schon bald konnte er sicher auf dem Brett surfen und wagte sich an das Surfen von Tubes. Sein Traum wurde es, am berüchtigten hawaiianischen Banzai-Pipeline-Spot zu surfen. Nach intensiver Vorbereitung gelang ihm dies 2012. Ein hierüber produzierter Videoclip auf YouTube erregte großes Aufsehen und weckte Interesse in der Surfszene. In der Folge wurde Rabelos Leben im Rahmen einer Dokumentation verfilmt, die 2014 unter dem Namen Beyond Sight – The Derek Rabelo Story in die Kinos kam. Rabelo ist bisher in zahlreichen Fernsehsendungen aufgetreten.
Am 23. Februar 2017 heiratete er die Deutsche Madeline Kunert in Perth.